# Ка Бајити (Модена)
Ка Бајити (итал. Ca' Baietti) је насеље у Италији у округу Модена, региону Емилија-Ромања.
Према процени из 2011. у насељу је живело 55 становника. Насеље се налази на надморској висини од 53 м.